# هاني إيلرز
هاني إيلرز (بالألمانية: Hanni Ehlers)‏ هي مترجمة ألمانية، ولدت في 2 أغسطس 1954 في أويتين في ألمانيا.